# Адзаи Го
Адзаи Го (яп. 浅井 江 адзаи го:), Эё (яп. 江与), Ого (яп. 小督 ого:), или Сатоко (яп. 達子), (1573 — 3 ноября 1626) — японская государственная и политическая деятельница периода Адзути-Момояма. Была трижды замужем, первый раз за Садзи Кадзунари, своим двоюродным братом, но развелась с ним по приказу Тоётоми Хидэёси. Вторично вышла замуж за племянника Хидэёси, Тоётоми Хидэкацу, от которого родила дочь Тоётоми Садако, но он умер из-за болезни во время Корейской войны. В 1595 году вступила в брак в третий раз с Токугавой Хидэтадой, который впоследствии стал 2-м сёгуном из династии Токугава. Она стала матерью его преемника Иэмицу. У них также были дочери Сэнхимэ, Тамахимэ, Кацухимэ, Хацухимэ, Maцухимэ и ещё один сын Таданага. Хацухимэ была удочерена сестрой Ого Хацу, женой Kёгоку Taкацугу. Кроме того, Адзаи Го была бабушкой императрицы Мэйсё.
Удача Хидэтады хорошо повлияла на жизнь Адзаи Го. Сохранившиеся записи купцов предметами роскоши дают нам представление о вкусах женщин привилегированного класса, к которым принадлежала Oгo и её сестры.

## Генеалогия
Адзаи Го, также известная как Ого или ещё как Эё, была третьей и младшей дочерью Адзаи Нагамасы и Оити, младшей сестры Оды Нобунаги. Тоётоми Хидэёси стал приёмным отцом и защитником Эё до её замужества.
Старшая сестра Ого (Эё), Ёдо-доно, при рождении Тятя, была видной наложницей Хидэёси, которая родила его наследника, Тоётоми Хидэёри.
Средняя сестра Ого (Эё), Хацу была женой Кёгоку Такацугу и матерью Кёгоку Тадатаки.

## Захоронение
После того как Хидэтада передал должность сёгуна сыну Иэмицу и принял титул экс-сёгуна в 1623 году, Oгo взяла буддийское имя, Сугэнъин (яп. 崇源院 су:гэнъин). Похоронена на территории храма Дзодзё-дзи в окрестностях Токио.
Посмертно награждена 1-м младшим чиновничьим рангом.

## Тайга дорама
В 2011 году по телеканалу NHK вышла историческая драма Го: Химэ-тати но Сэнгоку, основанная на жизни Oгo; её роль исполнила Дзюри Уэно.